# مرجان (حجر كريم)
يعد المَـرْجَان أحد أشهر الأحجار الكريمة بالرغم من أنه لا يعد من المواد المعدنية، بل يعتبر من المواد الحيوانية (العضوية).
والمرجان هو أحد المواد العضوية الأكثر قدماً في الاستعمال في صناعة الحلي، حيث ظل المرجان عشرين قرناً يصنف مع الأحجار الكريمة الثمينة، ولكنه فقد بعض شعبيته لمدة معينة، ثم بدأ يستعيد مكانته وشعبيته في السنوات الأخيرة. والمرجان يتركب من مادة كربونات الكالسيوم. والمادة المرجانية الحمراء هي الهيكل الصلب لمستعمرة المرجان، وهي التي تعطينا شكلها المألوف، وتتركب هذه المادة من شويكات دقيقة حمراء اللون يفرزها حيوان المرجان، وبعد إفرازه هذه الشويكات تتماسك مع بعضها البعض، وتخرج هذه الأفراد التي تستخدم كل منها في صناعة الحلي.
وقد عرَّفه العالم العربي الجواهري (التيفاشي) بقوله: «والمرجان متوسط بين عالمي النبات والجماد، وذلك أنه يشبه الجماد بتحجره، ويشبه النبات بكونه أشجار نابتة في قعر البحر ذوات عروق وأغصان خضر متشعبة قائمة».
.

## التسمية
المَـرْجَان لفظ عربي سبق ذكره بالقرآن الكريم في موضعين:
1. سورة الرحمن، الآية 22: يَخْرُجُ مِنْهُمَا اللُّؤْلُؤُ وَالْمَرْجَانُ
2. سورة الرحمن، الآية 58: كَأَنَّهُنَّ	الْيَاقُوتُ	وَالْمَرْجَانُ

## الألوان المتعددة للمَـرْجَان
تتراوح الألوان الرئيسية للمرجان بين اللون الأبيض إلى اللون الوردي والأحمر الداكن، ومن الألوان الشائعة والتي تلقى إقبالاً عليها اللون الوردي والأحمر القاني، كما يوجد المرجان باللون الأسود، وهو عبارة عن مادة عضوية لونها غامق تتواجد في مياه المحيط الهادئ. أندر أنواعه هو المرجان الدموي.

## مصائد المَـرْجَان

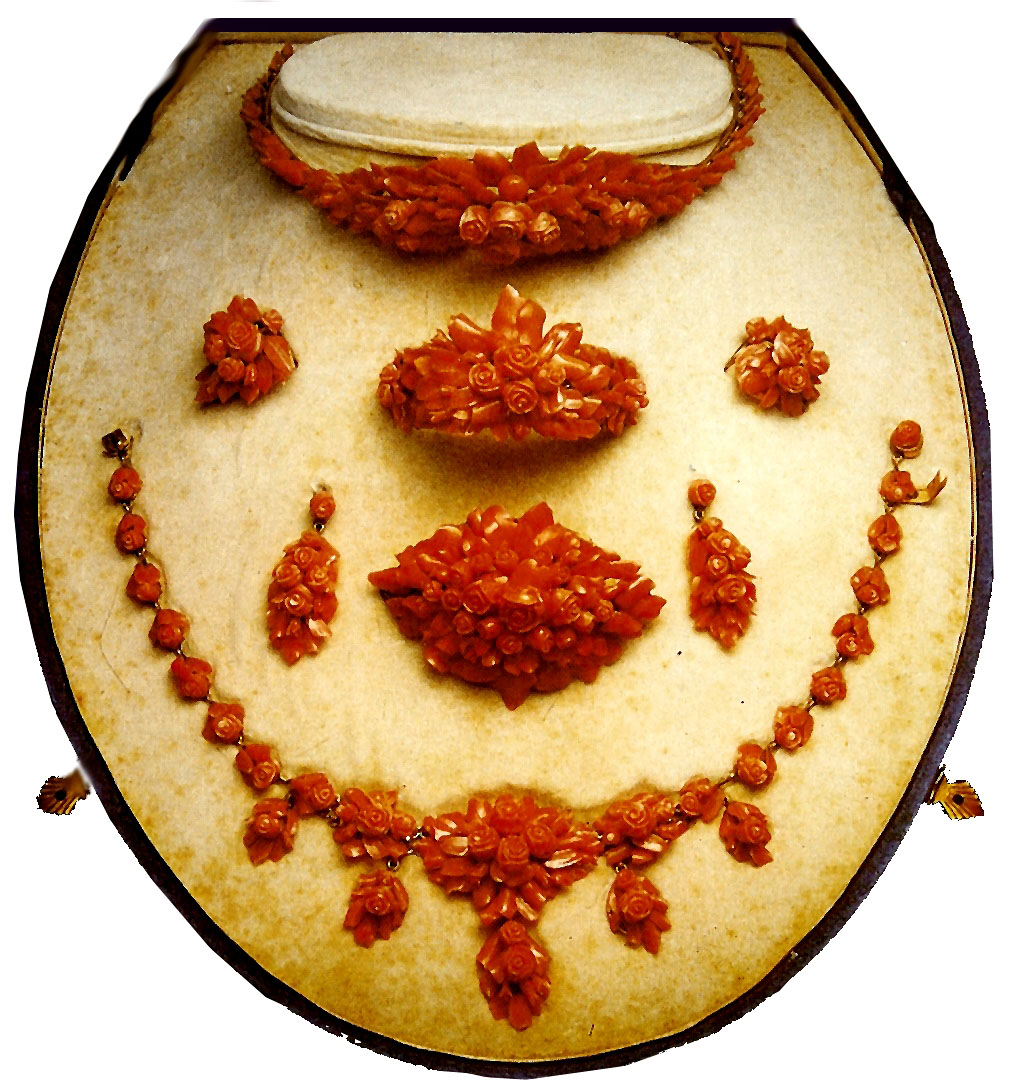
عقد من المرجان الأحمر يعود للملكة فريدة عام 1938م ، يعرض الآن في متحف المجوهرات المرجانية في إيطاليا
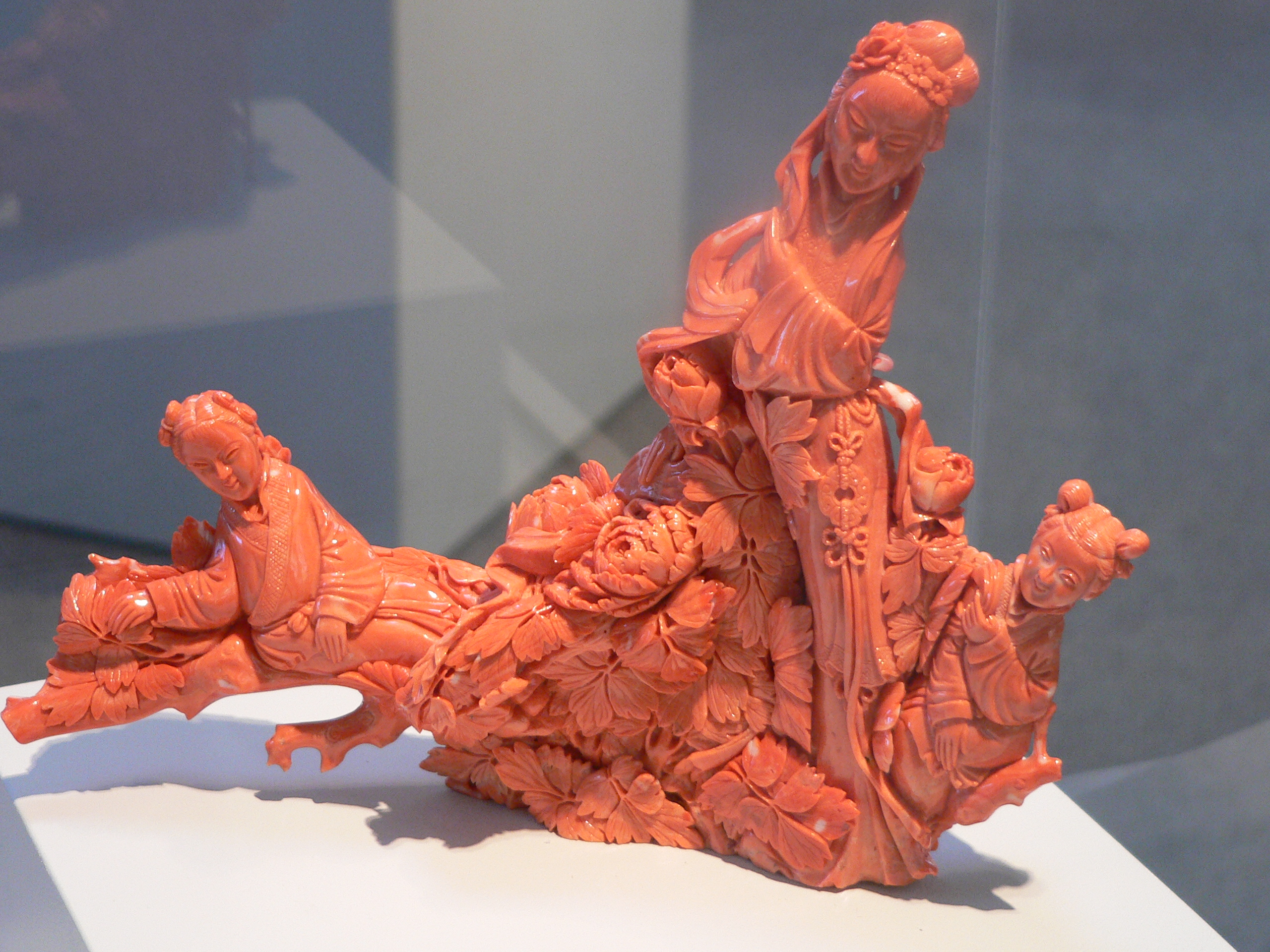
منحوتة صينية من المرجان
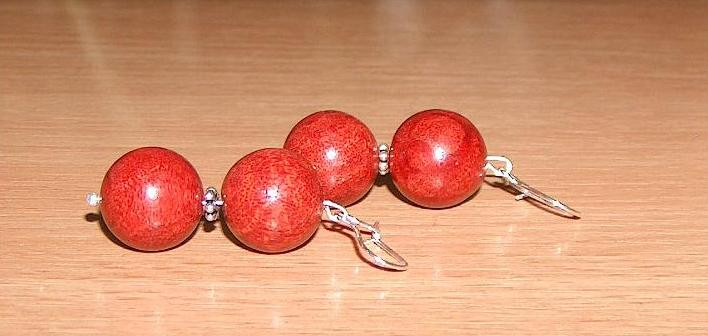
أقراط غير ثمينة للأذن مصنوعة من المرجان الإسفنجي
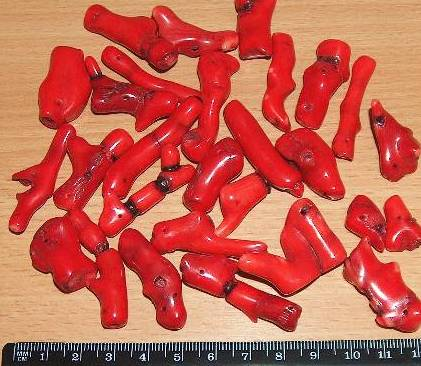
قطع مصقولة و مصبوغة من المرجان الصناعي غير الثمين
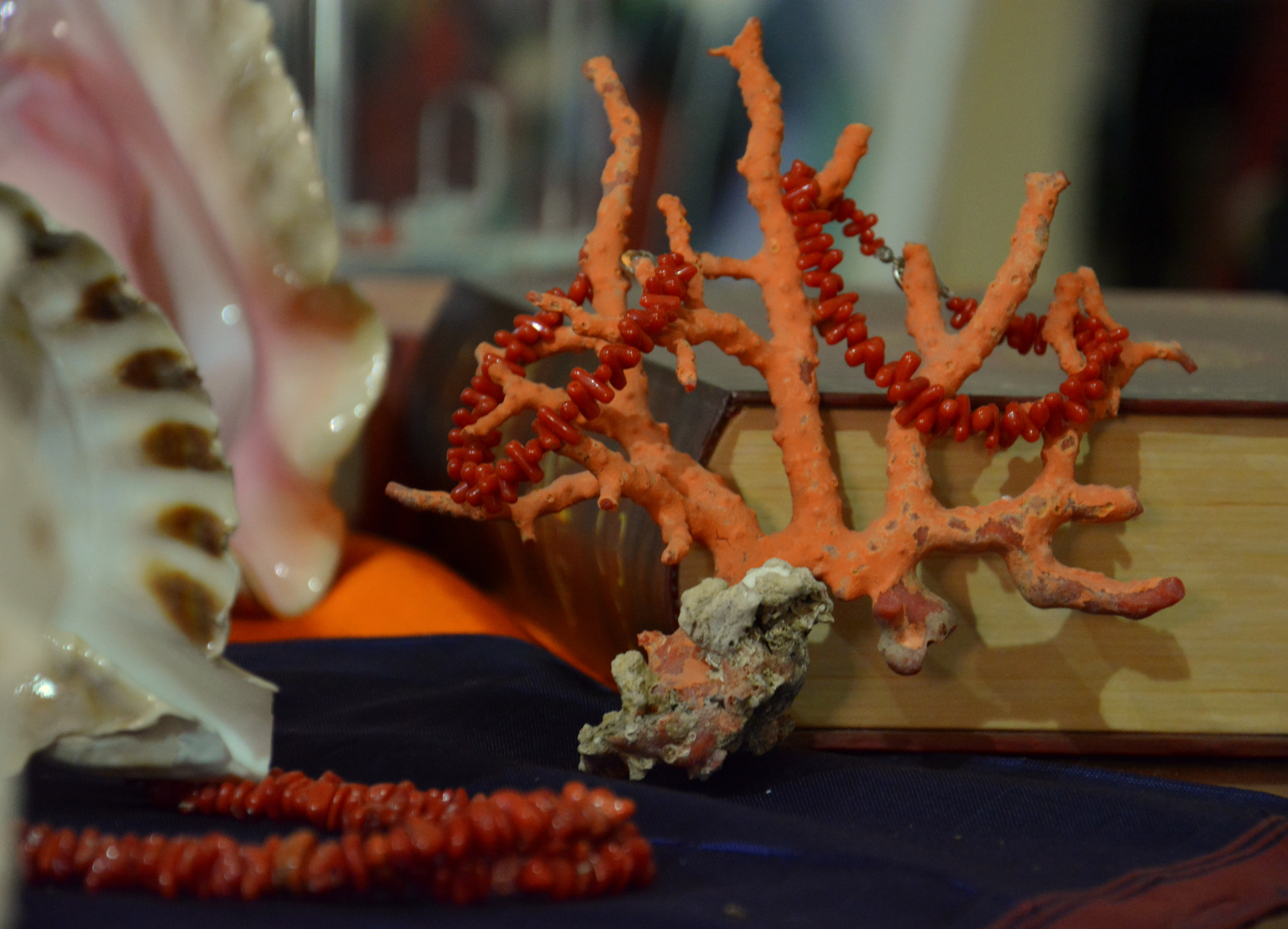
عقد من المرجان

تنتشر أهم المصائد العالمية التي يستخرج منها المرجان عن بعض شواطئ البحر المتوسط، حيث المورد التقليدي للمرجان، فبالقرب من شواطئ هذ البحر وحول الجزر الموجودة فيه تنتشر مستعمرات المرجان بدرجة كبيرة، وهي تعيش على أعماق متباينة، فيوجد البعض منها في المياه الضحلة التي لا يزيد عمقها عن 50 قدماً بينما يوجد البعض الآخر على أعماق تصل إلى ما يزيد عن 1000 قدم. وتنشر مصائد المرجان الأحمر على شواطئ تونس والجزائر والمغرب، كما يوجد البعض منها على الساحل الجنوبي لفرنسا وحول جزر البحر الأبيض المتوسط، مثل جزر سردينيا وقورسيقا وصقلية. بينما يكثر المرجان الأحمر في قارة آسيا حول جزر ريوكان (Ryukuan) في جنوب اليابان. ويتم استخراج المرجان في المنطقة الواقعة بين أوكيماوا ومياكو (Miyako and Okimawa) باليابان من أعماق تتراوح ما بين 1000 إلى 1300 قدم. كما يوجد بكثرة في أمريكا حيث اكتشف فيها نوع من المرجان بلون بنفسجي في جنوب كاليفورنيا. أمل المرجان الأسود الذي ينمو بنجاح كبير حول الأرخبيل الماليزي (Archipelago Malaysian) وشواطئ الجزء الشمالي من أستراليا وفي البحر الأحمر كما تتواجد في اليابان وتايوان.
ويستخرج المرجان بدرجة محدود من مياه المحيط الأطلنطي بالقرب من الشطائ الشمالي الغربي لأفريقيا. وما أن أدكت البلاد الأوروبية الواقعة على شاطئ البحر المتوسط أهمية المصائد الموجودة بالقرب من شمال أفريقيا حتى ظهرت بينها منافسة شديدة لاحتكار هذه المصائد والسيطرة عليها.

## العناية بالمَـرْجَان

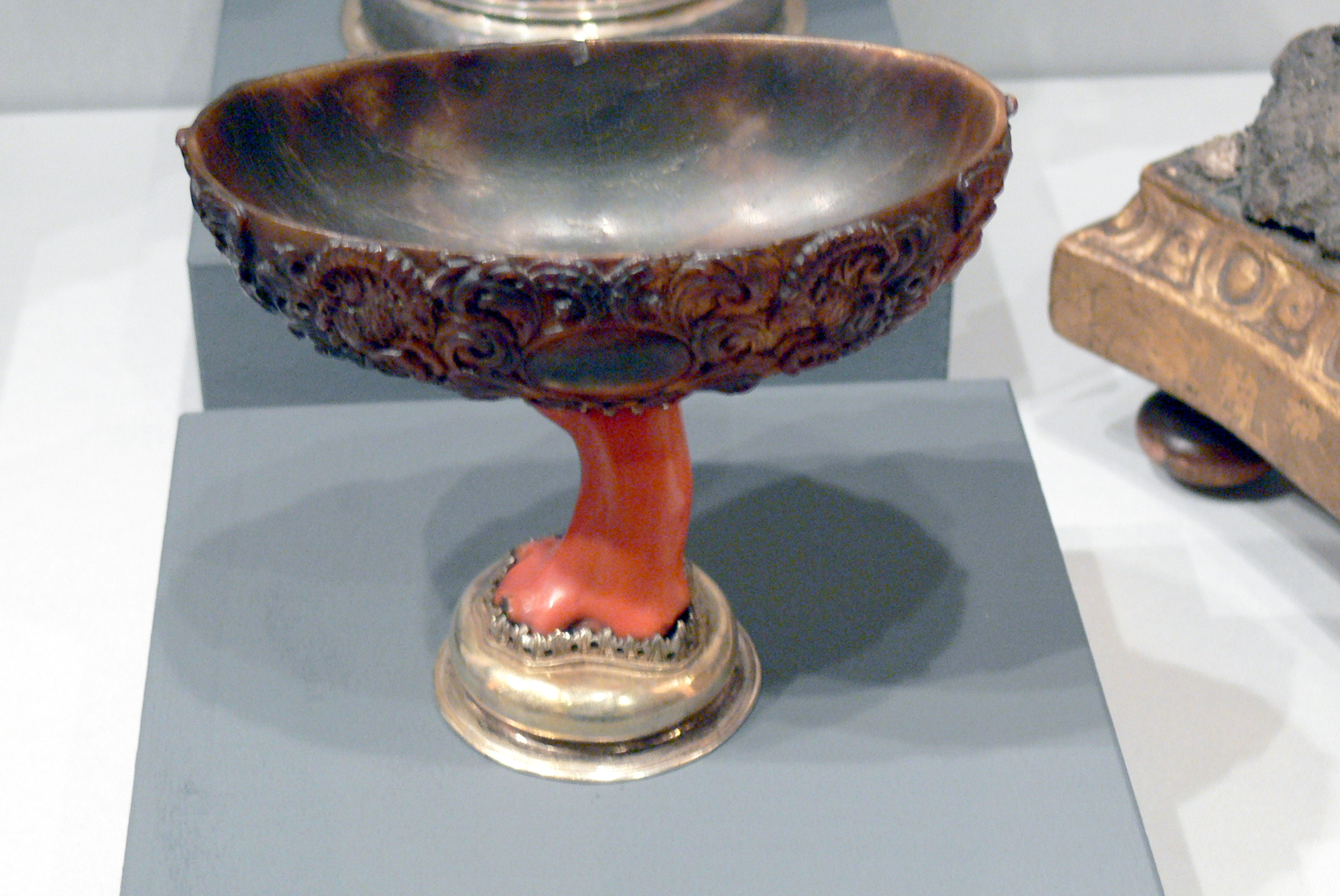
صحن أثري يدخل في تصنيعه قاعدة من المرجان

يتطلب المرجان عناية خاصة، وذلك لأنه من الأحجار اللينة، لذا يجب ممارسة بعض الاحتياط عن لبسه، كما يوصي بحفظه في مكان منفصل أو في قماش خاص بالأحجار الكريمة يضع في صندوق خاص بع بعيداً عن الأحجار الكريمة الأكثر صلابة.
أما الأحماض فيجب الابتعاد عنها، وعدم تعريض المرجان لهذه الأحماض لأنها تتلفه مهما كانت مخففة، حيث تتفاعل بسهولة مع كربونات الكالسيوم المكونة لها، لذا يجب ألا تتعرض لمثل هذه المواد أيضاً (الخل أو عصير الليمون أو الصابون وحتى عرق بعض الأجسام). ولقد أشار إلى هذه الحقيقة العالم العربي الجواهري (التيفاشي) في كتابه القيم «أزهار الأفكار في جواهر الأحجار» بقوله: «إذا ألقي في خال لان وأبيض». كما ذكر (التيفاشي) أيضاً طريقة لعلاج هذه العيوب بقوله: «وأنه إذا ألقي في الدهن أظهر حمرته وأشرق وحسن لونه وفعل في ضد فعل الخل». وأما من الناحية العلمية فيوضع المرجان الذي بهت لونه في حامض بروكسيد الهيدروجين حتى يستعيد لونه.
و تبلغ صلابته على مقياس موس للصلابة 3.5.